# Marie-Agnes Dittrich
Marie-Agnes Dittrich (* 18. Mai 1954 in Düsseldorf; † 31. Januar 2025) war eine deutsche Musikwissenschaftlerin und Hochschullehrerin.

## Werdegang
Sie studierte Geschichte und Musikwissenschaft an der Universität Hamburg und wurde dort 1989 mit einer Dissertation über Harmonik und Sprachvertonung in Schuberts Liedern promoviert. Sie spielte unter anderem Klavier, Cembalo und Querflöte.
Von 1983 bis 1993 war sie Dozentin für Musikwissenschaft und Musiktheorie am Hamburger Konservatorium, im Wintersemester 1990/91 lehrte sie als Gastdozentin an den Universitäten Ibadan, Ilorin und Nsukka in Nigeria. Ab 1993 war Dittrich Professorin für Musikalische Formenlehre, ab Mitte der 2010er Jahre für Musikwissenschaft (Schwerpunkt Analyse) an der Universität für Musik und darstellende Kunst Wien. Ab 2022 war sie Emerita.
Lehraufträge nahm sie unter anderem an der Universität Wien und der Donau-Universität Krems wahr, an der Universität Leiden wirkte sie als Gastprofessorin.
Dittrich war eine Nachfahrin von Balthasar Crusius. Ihr Ehepartner war der Musikwissenschaftler Sven Hansell (1934–2014).

## Publikationen (Auszug)
- Hamburg: historische Stationen des Musiklebens mit Informationen für den Besucher heute (= Musikstädte der Welt), Laaber 1990. ISBN 978-3-89007-222-7
- Harmonik und Sprachvertonung in Schuberts Liedern (= Hamburger Beiträge zur Musikwissenschaft, Band 38), Hamburg: Verlag der Musikalienhandlung Wagner 1991. ISBN 3-88979-049-6
- "The Lieder of Schubert", in: The Cambridge Companion to the Lied, hrsg. von James Parsons, Cambridge University Press 2004, S. 85–100. ISBN 0-521-80027-7
- ›Teufelsmühle‹ und ›Omnibus‹, Zeitschrift der Gesellschaft für Musiktheorie 4/1–2 (2007). ISSN 1862-6742
- Grundwortschatz Musik. 55 Begriffe, die man kennen sollte, Kassel [u. a.]: Bärenreiter 2008. ISBN 978-3-7618-1941-8
- Musikalische Formen. 20 Möglichkeiten, die man kennen sollte, Kassel [u. a.]: Bärenreiter 2011. ISBN 978-3-7618-1949-4
- Zyklus und Prozess. Joseph Haydn und die Zeit, hrsg. zusammen mit Martin Eybl und Reinhard Kapp, Wien [u. a.]: Böhlau 2012. ISBN 978-3-205-78514-9